# Cantonul Cadenet
Cantonul Cadenet este un canton din arondismentul Apt, departamentul Vaucluse, regiunea Provence-Alpes-Côte d'Azur, Franța.

## Comune
- Cadenet : 3 883 locuitori (reședință)
- Cucuron : 1 792 locuitori
- Lauris : 3 102 locuitori
- Lourmarin : 1 119 locuitori
- Mérindol : 1 798 locuitori
- Puget : 589 locuitori
- Puyvert : 541 locuitori
- Vaugines : 466 locuitori
- Villelaure : 2 914 locuitori